# Santa Fe (U-Boot)
Die USS Santa Fe (SSN-763) ist ein Atom-U-Boot der United States Navy und gehört der Los-Angeles-Klasse an. Sie wurde nach der Stadt Santa Fe in New Mexico benannt.

## Geschichte
SSN-763 wurde 1986 in Auftrag gegeben. Im Juli 1991 wurde bei Electric Boat der Kiel des Bootes gelegt, am 12. Dezember 1992 lief der Rumpf der Santa Fe vom Stapel. Nach der Endausrüstung und einigen Erprobungsfahrten wurde das U-Boot am 8. Januar 1994 auf der Naval Submarine Base, Groton, Connecticut offiziell in Dienst gestellt.
2001 konnte die Santa Fe den Marjorie Sterrett Battleship Fund Award der Pazifikflotte erringen.
Im September 2003 verlegte die Navy das Boot in den westlichen Pazifik, wo sie an der Übung ANNUALEX '03 teilnahm, zusammen mit der Marine Japans. Für die Teilnahme konnte die Santa Fe die Navy Unit Commendation erringen. Das Ende des Jahres verbrachte das Boot im Trockendock, wo einige kleinere Reparaturen durchgeführt wurden. Nach Erprobungs- und Testfahrten Anfang 2005 fand im August die nächste Verlegung statt, wo das Boot an der Übung Malabar teilnahm, die mit der indischen Marine durchgeführt wurde, im Februar 2006 kehrte die Santa Fe nach Pearl Harbor zurück.
Im Anschluss tauchte das Boot in den Atlantik, wo in der Portsmouth Naval Shipyard einige Reparaturen durchgeführt wurden. Bis Anfang 2008 verblieb die Santa Fe im Anschluss in der Werft. Im Sommer nahm das U-Boot dann an der Übung RIMPAC teil. Im Mai 2009 verlegte die Santa Fe in den Pazifik, ebenso im Februar 2011.
Sie gehörte bis 2019 zum Submarine Force Pacific, Squadron 7 und wurde dann zum Submarine Force Atlantic transferiert.